# Kompleks żytni dobry
Kompleks żytni dobry (5) – kompleks ten obejmuje gleby mniej urodzajne i lżejsze niż gleby zaliczane do kompleksu czwartego. Do tego kompleksu przeważnie należą gleby wytworzone z piasków, całkowite oraz gleby wytworzone z piasków gliniastych lekkich, zalegających na zwięźlejszym podłożu. Gleby te są wrażliwe na suszę i najczęściej są zakwaszone. Na glebach należących do tego kompleksu uprawia się głównie żyto i ziemniaki, choć można również pszenicę i jęczmień, ale gleba musi być w wysokiej kulturze. W klasyfikacji bonitacyjnej zaliczane są do klasy IV a i IV b. 
Wieloletnie (1989-2002/03 r.) badania odnośnie do wpływu jakości gleby na plonowanie zbóż wykazały, że na glebie należącej do kompleksu żytniego dobrego uzyskiwano plony rzędu (w t/ha): 3,68 (pszenica jara), 4,15 (jęczmień jary), 4,37 (pszenica ozima), 4,49 (jęczmień ozimy), 5,19 (pszenżyto ozime), 4,62 (żyto ozime).
Na glebie kompleksu żytniego dobrego stwierdzono wzrost plonu ziarna jęczmienia jarego wraz ze zwiększeniem gęstości siewu. Według wieloletnich badań (1978-2011 r.) dla gęstości siewu 240, 310 i 380 ziaren/m² jęczmień plonował odpowiednio 3,46, 3,73 i 3,89 t/ha.